# Onofre Pratdesaba
Onofre Pratdesaba (Vic, 1733 - Rome, 1810) est un jésuite et écrivain catalan.

## Biographie
Il enseigne la philosophie à Barcelone et la théologie à Gérone. Il est expulsé par Charles III d'Espagne et, comme d'autres, il continue à cultiver les arts et les sciences en Italie.
Il vécut plus de trente ans à Ferrare.

## Œuvre
- Imago optimi Episcopi, sive de vita et virtutivus V. Raymundi Marimonii Vicensis in Ausetanis Episcopi (Ferrare, 1785)
- Borsi Aretini primi Ferrariensis Ducis Prosopopaeia (Ferrare, 1785).
- De causis nullius fructus reportati in promovendo probabiliorismo vocibus, scriptis pluribus Torquati Firmiani ad Lelium Flaminium Dissertatio Epistolaris (Venise, 1786).
- Vicennalia Sacra Aragoniensia, sive de viris aragoniensibus religione illustribus hisce viginti annis gloriosa morte functis (Ferrare, 1787)
- Vicennalia Sacra Peruviana, sive de viris peruvianis hisce viginti annis gloriosa morte functis (Ferrare, 1788)
- Pelajus (Ferrare, 1789).
- Ramirus (Ferrare, 1789)
- Ferdinandus (Ferrare, 1792).
- Saggio della vita, delle virtú e di prodigi del Padre Giovanni di Santiago, della Compagnia di Gesù (Parme, 1798).
- Operum scriptorum aragoniensum elim e Societate Jesu in Italiam deportatorum Index (Rome, 1803).

### Sources et bibliographie
- Tome 46, page 1279, de l’Enciclopèdia Espasa  (ISBN 84-239-4546-4), tome XVIL)